# لوئی هشتم
لوئی هشتم دارای لقب شیر (۵ سپتامبر ۱۱۸۷–۸ نوامبر ۱۲۲۶) پادشاه فرانسه از سال ۱۲۲۳ میلادی تا هنگام مرگش در سال ۱۲۲۶ بود. وی پسر فیلیپ دوم و از دودمان کاپت بود.

## ادعای تاج و تخت انگلستان
لوئی هشتم، تا پیش از پادشاهی فرانسه، مدعی تاج و تخت انگلستان بود. اما لشکر وی در چند نبرد مهم از جمله در نبرد لینکلن در مه ۱۲۱۷ میلادی، از زمین‌داران بزرگ حامی هنری سوم شکست خورد. در نهایت از ادعای اولیه خود دست کشید.

## زندگی
لوئی هشتم در ۱۴ ژوئیه ۱۲۲۳ به جای پدر بر تخت نشست. پس از تاجگذاری به جنگ بزرگان شهر آنژو رفت و پواتیه و سنتونژ را از آنان بازپس گرفت. او در راستای سیاست‌های پدرش یهودیان را زیر فشار گذاشت و در این راه با بارونهای جنوب فرانسه که از یهودیان پشتیبانی می‌کردند به جنگ پرداخت.
لوئی هشتم مصمم بود که در هر رشته، کار پدر را دنبال کند. چنان‌که از ۱۲۲۴ جنگ با خاندان پلانتاژنه را از سر گرفته، لا روشل را تصرف کرد و تسخیر پوآتو و سنتونژه را خاتمه بخشید و حتی به گوین هم دست انداخت و چندی بعد (۱۲۲۶) به دعوت پاپ و آموری دومونفر با مرتدین آلپی درافتاده به تدمیر تمام لانگداک پرداخت و مأمور خود را در بوکر و کارکاسن نشانید چنان‌که املاک سلطنتی خاندان کاپه یکسره تا دریای مغرب و جبال پیرنه رسید.
لوئی هشتم سرانجام به بیماری اسهال خونی در کاخ ییلاقی خود در مونپنسیه در اورنی درگذشت و در سن‌دنی به خاک سپرده شد. پس از وی پسرش لوئی نهم به پادشاهی رسید.